# Đorđe Vajfert
Đorđe Vajfert (szerbül: Ђорђе Вајферт, németül: Georg Weifert, magyarul: Weifert György; Pancsova, Magyar Királyság, 1850. június 15. – Belgrád, Jugoszláv Királyság, 1937. január 12.) német származású szerb gyáros, a Szerb, majd Jugoszláv Nemzeti Bank kormányzója. Szerbiában a modern bányászati szektor alapítójának, nagy jótevőnek tartják.

## Élete
Bánsági dunai sváb családba született. Már kiskorától édesapjával, Ignatz Weiferttel dolgozott belgrádi sörfőzdéjükben, ez volt az első ilyen a Szerb Királyságban. A München melletti Weihenstephanban található Braumeisterschuléban diplomázott. Visszatérve Szerbiába, átvette a sörfőzdét édesapjától, majd növelni kezdte azt. Nyereségét egy kostolaci szénbányába, egy bori rézbányába, egy zaječari Steinberg-gyárba, majd egy aranybányába fektette be. Ő volt Szerbia leggazdagabb embere, a későbbi Jugoszlávia egyik legnagyszerűbb gyárosa.
1890-ben a Szerb Nemzeti Bank kormányzójának nevezték ki. 1902-ig maradt ezen a poszton, majd 1912-től 1914/1918-g ismét ő vette át. Ez idő alatt fenntartotta a szerb dinár értékét és hitelét. 1918 után a Jugoszláv Nemzeti Bank élére nevezték ki. Legismertebb tette ebben a minőségében az osztrák–magyar korona átvezetése volt jugoszláv dinárba. Ezért kritizálták is, mivel a korábbi szerb dinárt 1:1 arányban váltották át, a Monarchia pénzét pedig csak 4:1 arányban, ez jelentős veszteségeket okozott a korábban az Osztrák–Magyar Monarchia területén élőknek.

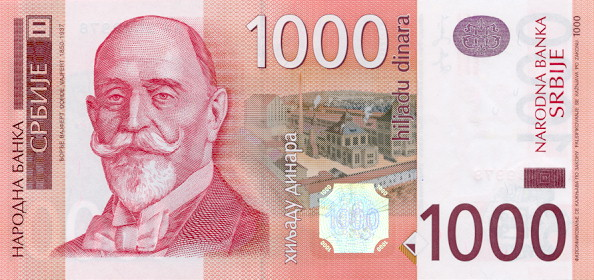
Vajfert az 1000 szerb dináros bankjegyen

Đorđe Vajfert a humanitárius és kulturális intézmények patrónusa volt. Ókori érmegyűjteményét és magánkönyvtárát a Belgrádi Egyetemnek adományozta. Pancsovában, ahonnan szülei származtak, a római katolikus egyházra egy kis kápolnát hagyott, melyet édesanyja emlékére Anina crkvának, azaz Anna-templomnak nevezett el.
Az egyik fő támogatója volt az újonnan nyíló nagy pancsovai római katolikus temetőnek, ahová a mai napig temetkeznek a Vajfert család tagjai. Ők is számos jótékonysági szervezetet támogatnak.
1937. január 12-én 17 óra 20 perckor hunyt el belgrádi villájában. Gyászszertartását január 14-én tartották a pancsovai Szent Anna-templomban, másnap temették el a katolikus temetőben. Vállalatbirodalmát unokaöccse, Ferdinand Gramberg örökölte. 2001 óta arcképe szerepel az 1000 szerb dináros bankjegyen.

## Fordítás
- Ez a szócikk részben vagy egészben  a(z)   Đorđe Vajfert című angol Wikipédia-szócikk ezen változatának fordításán alapul.  Az eredeti cikk szerkesztőit annak laptörténete sorolja fel. Ez a jelzés csupán a megfogalmazás eredetét és a szerzői jogokat jelzi, nem szolgál a cikkben szereplő információk forrásmegjelöléseként.